# レッド川北支流の戦い
レッド川北支流の戦い（レッドかわきたしりゅうのたたかい、英:Battle of the North Fork of the Red River、あるいは単にBattle of North Fork）は、1872年9月28日に、コマンチ族インディアンの領土（現在のアメリカ合衆国テキサス州グレイ郡のマクレラン・クリーク近く）で米軍が行った、コマンチ族に対する民族浄化作戦（インディアン戦争）。
「戦い」と呼ばれてはいるが、実情は無抵抗の女子供を含めたインディアンの村を米軍が奇襲した「虐殺」である。

## 概要
コマンチ族戦士カイウォチェやモウウェイらコマンチ族インディアンの野営を、アメリカ陸軍のラナルド・S・マッケンジー大佐に率いられた騎兵分遣隊が奇襲攻撃した。
インディアンの社会は合議制民主主義を基本としており、ことにコマンチ族ら平原インディアンの社会は高度な個人主義だった。インディアンの戦士は個人の判断で動くものであり、誰かに「率いられる」というような存在ではない。この野営のコマンチ族戦士団が「カイウォチェとモウウェイに率いられた」とするのは白人の思い込みである。
この戦闘は、テキサス州のパンハンドル西部にあったリャノ・エスタカードというコマンチ族の大規模集落を、アメリカ陸軍が初めて攻撃したものである。

## 米軍のコマンチ族殲滅作戦
テキサスに押し寄せてきた白人たちは、合衆国の後押しのもと、この地のインディアンからその領土を奪い、植民地を拡大していた。しかしこの地は略奪騎馬部族であるコマンチ族やカイオワ族のインディアン同盟の領土だった。
彼ら平原インディアンにとって土地は誰のものでもなく、狩りのフィールドだった。彼らはバッファローや獲物を追って大平原をティーピーで移動し、他の部族と「馬の盗み合い」に興じていた。合衆国は彼らに対し、白人に領土を明け渡し、代わりに指定保留地に定住し、略奪や馬盗みをやめ、農業を行うよう武力で圧力をかけてきた。この考えは彼らにはどうしても理解できないものだった。様々な条約が彼らと結ばれ、直後に破られた。インディアンたちは白人は信用できないものとみて、彼らを領土から追い出そうと攻撃をかけていた。
この戦闘は1873年から1874年に掛けての「レッド川戦争」の前哨になった。1872年早く、テキサス地区の新しい軍隊司令官がコマンチ族領土のコマンチェリア心臓部を今こそ叩く時だと決めた。それはその14年前にテキサス・レンジャーズが「リトルローブ・クリークの戦い」でやろうとしたことだった。ユリシーズ・グラント大統領の政権で、インディアン代理人の指名を政治的な後援者ではなく、プロテスタントの宗教組織に委ねようという「クエーカー平和政策」がまだ有効だった（クエーカー教徒が先ず参加したのでこの名前があった）。さらにインディアンは平和的あるいは強制的に居留地に移されることになっていたので、アメリカ軍は彼らに対する戦闘に関わっていなかった。この政策の下で、オクラホマのシル砦の連邦軍はコマン族に対する行動ができなかった。しかし、テキサス地区の軍隊はそれができた。
捕縛されたコマンチ族エドワルド・オルティスは米軍に、コマンチ族はリャノ・エスタカードのレッド川沿いにある冬季猟場に居ると告げた。テキサス方面軍指揮官のクリストファー・C・オーガー将軍はテキサスのコンチョ砦から、ナポレオン・ボナパルト・マクローリン大尉の指揮による派遣部隊を1872年春に2ヶ月間の偵察行動に送った。マクローリンは砦に戻り、コマンチ族の主力部隊がオルティスの言ったように宿営地に居ると確言した。オルティスは陸軍がその地帯ならばうまく操軍できるとも主張した。「リャノ・エスタカード」とはスペイン語で「柵のある平原」（ステイクト平原）を意味し、その土地は水の無い表面で、特徴の無い広がりの中の小さな谷、あるいは峡谷の中の迷路に容易に隠れることができる場所だった。オーガー将軍はラナルド・マッケンジー大佐をサンアントニオに呼び出し、そこで戦略会議を開いた。この会議から陸軍はステイクト平原のコマンチ族の本拠地に対する作戦行動を始めた。

## 米軍によるコマンチ族虐殺

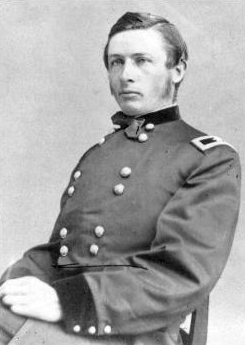
コマンチ族の女子供を虐殺したマッケンジー大佐

マッケンジーは1872年7月早くにコンチョ砦を出て、その作戦を始めた。リャノ・エスタカードの縁にあるダック・クリーク沿いに補給基地となる砦を再構築し、そこで指揮系統を確立した。そこからは、幾つかの斥候隊を派遣し、そのうちの1つが牛の大きな群れの蹄跡で踏み均された道が西に伸びているのを発見した。この発見がマッケンジーの注意を引き、7月28日に272名の騎兵、12名の士官および20名のトンカワ族斥候を加えた部隊でコマンチェリア心臓部に進軍した。8月7日、この分遣隊はニューメキシコのサムナー砦で補給し休息を取った。続いて北のバスコム砦に進軍して8月16日に到着した。
マッケンジーに同行したオルティスがパロデュロ・キャニオンを回って部隊を東に誘導した。マッケンジーは部隊を小さく分けてインディアンたちの野営地の場所を探らせたがうまくいかなかった。彼らは8月31日にっ供給の砦に戻った。この遠征隊は5週間で1,100km近くを動き周り、ステイクト平原を抜ける新しい道2本を発見した。これらの道はカンザス州に牛を追って行くために使われていた「グッドナイト・ラビング道」よりも短く、水源へのアクセスも良好と報告された。
マッケンジーは兵士達を9月21日まで休ませ、その後レッド川の北支流でコマンチ族の野営地として残る最後の可能性を求めて部隊を北に動かした。9月28日、ベーム大尉の斥候隊が大規模なコツォテカ・バンドの集落を発見した。騎兵隊は集落から800mまで接近した所でインディアンに発見された。白人たちはインディアンの生活の場であるティーピーの野営集落に突撃して、30分間の戦闘でこれを制圧した。マッケンジー隊は3名が戦死し、3名が負傷した。コマンチ族は戦死したカイウォチェ酋長とその妻を含み、50名かそれ以上が死んだものと推計された。モウウェイ（シェイキングハンド）は逃亡した。
米軍は無抵抗のコマンチ族の集落を虐殺制圧し、捕虜になっていたクリントン・スミスは後にマッケンジーとその軍隊を虐殺行為で告発した。マッケンジーの公式報告書では23名のコマンチ族が殺されたとしていたが、もっと多かった可能性がある。部族に対するこの虐殺に持ち堪えたコマンチ族の戦士達は、何人かの同胞の死体を深さ3mの池に投げ入れ、トンカワ族に喰われないようにしたとされる。トンカワ族は人肉食を行うと言われていた。
この虐殺を正当化するために、米軍は、このコマンチ族バンドが白人入植地を襲ったとする、「半端ではない証拠」を虐殺破壊したティーピーの残骸から発見したと主張した。例えば、その前の春にハワーズウェルズで虐殺された幌馬車隊の生存者がそのロバ43頭を識別した。
しかし、平原インディアンにとって馬や牛、ロバを盗むことは名誉あるスポーツであり、この家畜がこの集落にあったからといって、彼らがこれを幌馬車隊から奪ったものとの証明にはならない。
破壊したコマンチ族の集落から、およそ3,000頭の馬やロバが騎兵によって集められた。インディアンのティーピー、肉の貯蔵品、装備およびいくつかのローブを除く衣類が燃やされた。大半が女性と子供のコマンチ族130人が捕虜にされたが、そのうち6人は重傷を負っており、長い距離を移動できなかった。
日没後、マッケンジー隊は焼き払った集落から数マイル離れた丘に移動して宿営した。捕獲したポニーの群れが騎兵隊の馬に突進することを恐れたマッケンジーはそれらを囲いに入れさせた。しかしその夜と次の夜に、コマンチ族は自分達の馬に、トンカワ族斥候の馬を加えて取り戻すことに成功した。
コマンチ族は大平原でも1、2を争う馬盗人だった。馬を盗むことは大変な栄誉として、平原のインディアンを熱中させた。
コマンチ族の捕虜は見張りを付けられ、部隊が補給部隊と合流すると、ダック・クリーク沿いの主要補給基地に向かって南に戻り、そこからインディアン達はコンチョ砦に送られて冬の間、囚人として留め置かれた。マッケンジーは指定保留地から出ているインディアンを保留地に戻し、さらに捕虜になっている白人を解放させるための取引材料としてこの捕虜を使った。

## 虐殺の後
マッケンジーの奇襲作戦が成功してから間もなく、コマンチ族戦士のモウウェイとパラオクーム（ブル・ベア）らのバンドがウィチタにあるBIA（インディアン管理局）の出先機関であるインディアン代理局近くに移動させた。インディアン捕虜の中にその家族も含まれていたノコニ・コマンチの酋長ホースバックは、盗んだ家畜やクリントン・スミスを含む白人捕虜と、部族の女性や子供とを交換させるよう取引した。
この虐殺は「軍事行動」として正当化され、アメリカ合衆国が初めてコマンチェリアの心臓部でコマンチ族を攻撃して成功したこととなり、リャノ・エスタカードはもはやコマンチ族が安心して暮らせる場所ではないことを示した。
さらにこの虐殺は、米軍が「野蛮な」コマンチ族を保留地に強制移住させようと考えるならば、彼らの生活の場を徹底破壊するべきであり、「インディアンはもはや保留地の外では生きて行けない」ということを証明した。マッケンジーの戦術はウィリアム・シャーマンが、1874年の「レッド川戦争」で、さらにこの焦土作戦を徹底させる成功前例となった。1874年に起こったパロデュロ・キャニオンにおけるコマンチ族集落へのマッケンジーの攻撃と、トゥール・キャニオンにおけるコマンチ族の馬群の破壊は、この戦闘をそっくりそのまま写したものであった。